# TB BDe 4/8
Die BDe 4/8 21–25 sind meterspurige vierachsige elektrische Triebzüge mit Zweitklass- und einem Gepäckabteil, die 1975 und 1977 von der Trogenerbahn (TB) in Betrieb genommen wurden. 2006 kamen sie durch die Fusion der TB in den Bestand der Appenzeller Bahnen (AB). 2009 kamen die BDe 4/8 21 und 24 zur Rittner Bahn im Südtirol, 2014 und 2017 folgten die BDe 4/8 22 und 23.

## Trogener Bahn

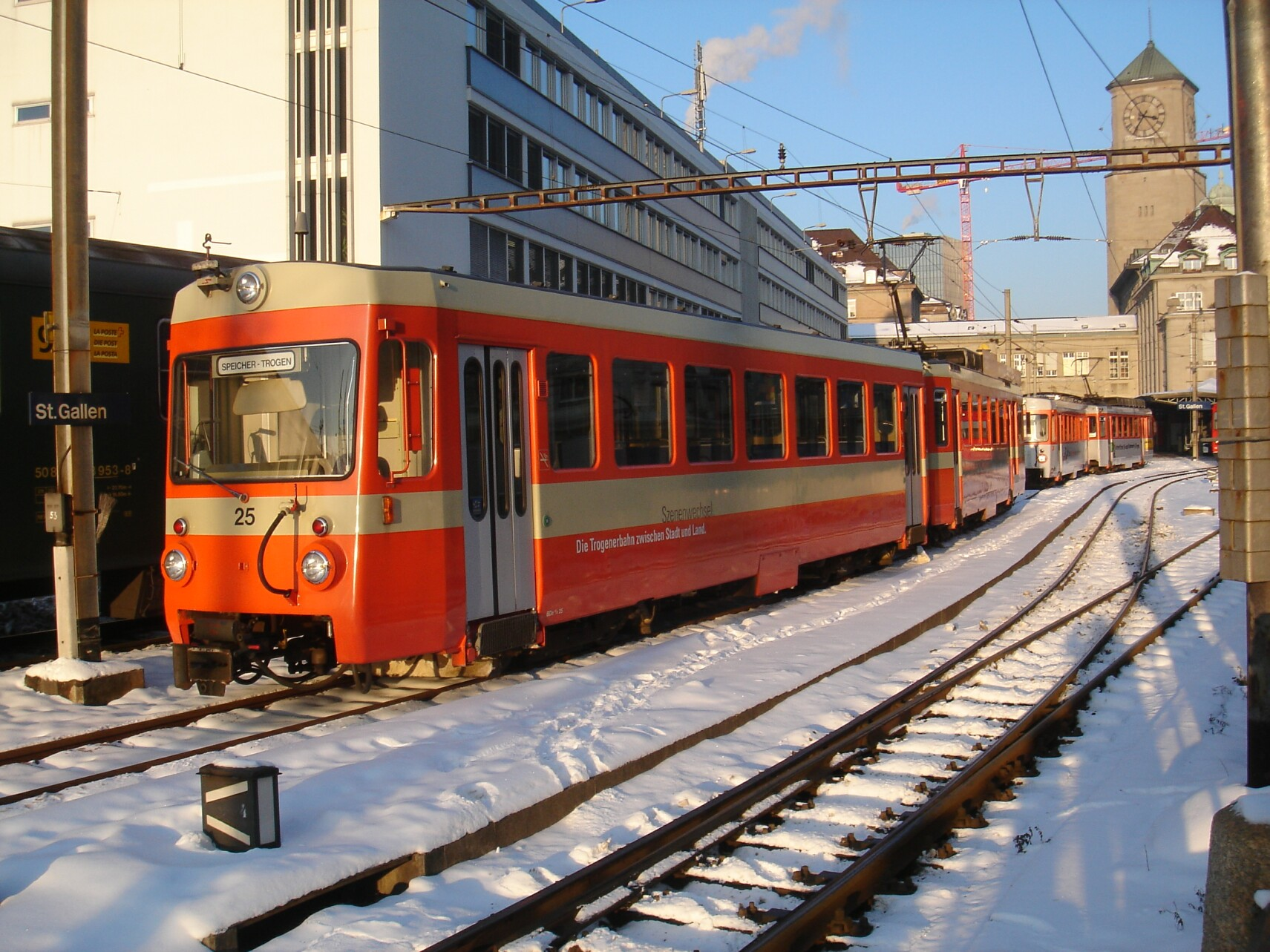
BDe 4/4 25 im Jahr 2005 im St. Galler Nebenbahnhof

Nachdem der Bund und die Kantone St. Gallen und Appenzell Ausserrhoden die Finanzierung bewilligten, konnte die Trogenerbahn die BDe 4/8 21–23 in Auftrag geben. Die drei Triebzüge trafen im Herbst 1975 in Speicher ein und wurden am 28. November eingeweiht.
Mit einer weiteren Bestellung sollten drei baugleiche Triebzüge nachbeschafft werden. Weil das Eidgenössische Amt für Verkehr (EAV) anstelle der aktuellen Offerte mit den Preisen der ersten Bestellung kalkulierte, reichte der Kredit nur für die zwei BDe 4/8 24–25. Anstelle des dritten Triebzugs wurden die BDe 4/4 6–8 modernisiert. Die fünf Triebzüge übernahmen die Hauptlast des Verkehrs und ermöglichten den Verkauf der BDe 4/4 3–5 sowie die Freistellung je eines BDe 4/4 6–8 für die Erneuerungsarbeiten.
Nach der Ablieferung der Be 4/8 31–35 wurde ein Teil der Be 4/8 bei den Appenzeller Bahnen, zu denen die Trogenerbahn seit 2006 gehören, überzählig. Der Triebzug 25 wurde im Mai 2008 ausrangiert und dann verschrottet. Die verbliebenen Nr. 22 und 23 dienten bis zur Beschaffung der Tango-Züge ABe 8/12 als Reserve.

## Technische Beschreibung, Änderungen

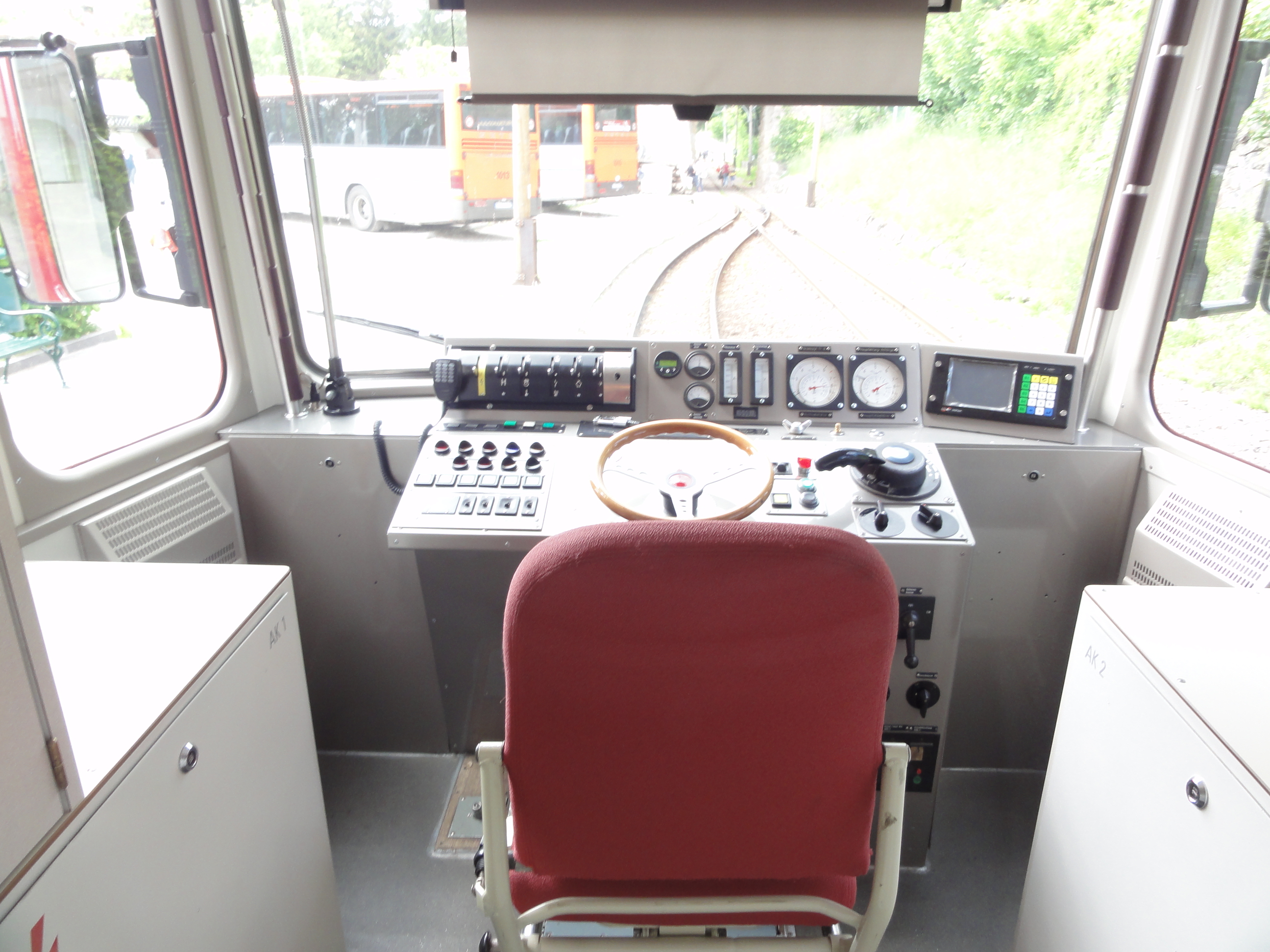
Führerstand

Die Triebzüge bestehen aus einem Trieb- und einem Steuerwagen, die fest miteinander gekuppelt sind und als ein Fahrzeug angesehen werden. Um ein genügend großes Adhäsionsgewicht zu erhalten, ist der Wagenkasten des Triebwagens aus Stahl gebaut. Der Steuerwagen ist hingegen zur Einsparung von Gewicht eine Aluminium-Konstruktion in Integralbauweise. Die Drehgestelle sind mit gummigefederten SAB-Rädern ausgestattet. Die vierflügligen Falttüren mit Klapptritt werden elektropneumatisch betätigt. Die Fahrzeuge verfügen über eine Sandstreueinrichtung, Spurkranzschmierung und Zugfunk. Die Vielfachsteuerung erlaubt die gemeinsame Führung von bis zu drei Triebzügen. Viele Teile der elektrischen und pneumatischen Ausrüstung sind baugleich mit den BDe 8/8 der Bremgarten-Dietikon-Bahn (BD).
Ab 1982 mussten die Fahrmotorzuleitungen ersetzt und Korrosionsschäden behoben werden. 1984/85 wurde beleuchtbare Rollbandanzeigen an den Stirnfronten und 1988 Halteansagegeräte eingebaut. 1992 ersetzte die TB die Doppelfalttüren durch zweiflüglige Drehtüren. Von 2001 bis 2003 wurden die Gepäckabteile durch Verschieben der Trennwand zu einem für die Passagiere zugänglichen Mehrzweckabteil umgebaut.

## Rittner Bahn
Auf private Initiative kam der Verkauf der BDe 4/8 21 und 24 zu der den Südtiroler Transportstrukturen gehörenden und von den SAD betriebenen Rittner Bahn zustande. Weil sich im Dachbereich Asbest befand, wurde vor dem Export eine Sanierung vorgenommen. In der Nacht auf den 28. April 2009 wurden die beiden Triebzüge nach Klobenstein am Ritten transportiert. Weil die neue Zubringerseilbahn zu einem Verkehrsanstieg führte, benötigte die Rittnerbahn die Triebzüge aus dem Appenzellerland zur Einführung des Halbstundentakts. Nach den notwendigen Anpassungsarbeiten konnte der Triebzug Nr. 24 im Mai 2010 in Betrieb genommen werden. Die Einheit 21 folgte im September 2010. Von der Bremgarten-Dietikon-Bahn konnte die Rittnerbahn einige Ersatzteile der abgebrochenen BDe 8/8 übernehmen. Zunächst verkehrten die Triebzüge auf der Rittner Bahn in der orangefarbenen VST-Lackierung. Kurz nach der Übernahme erhielten sie dann einen dunkelgrauen Anstrich und weinrote Führerstände, gleichzeitig wurden die nicht mehr benötigten Fahrtrichtungsanzeiger entfernt.
Nachdem die jährlichen Fahrgastzahlen der Rittner Bahn von 250 000 auf mehr 500 000 stiegen, konnte im November 2015 der BDe 4/8 23 übernommen werden. Am 13. November 2017 wurde mit der 22 der vierte und letzte Triebzug nach Südtirol transportiert, nachdem er vorgängig im Depot Speicher eine Asbestsanierung durchlief.

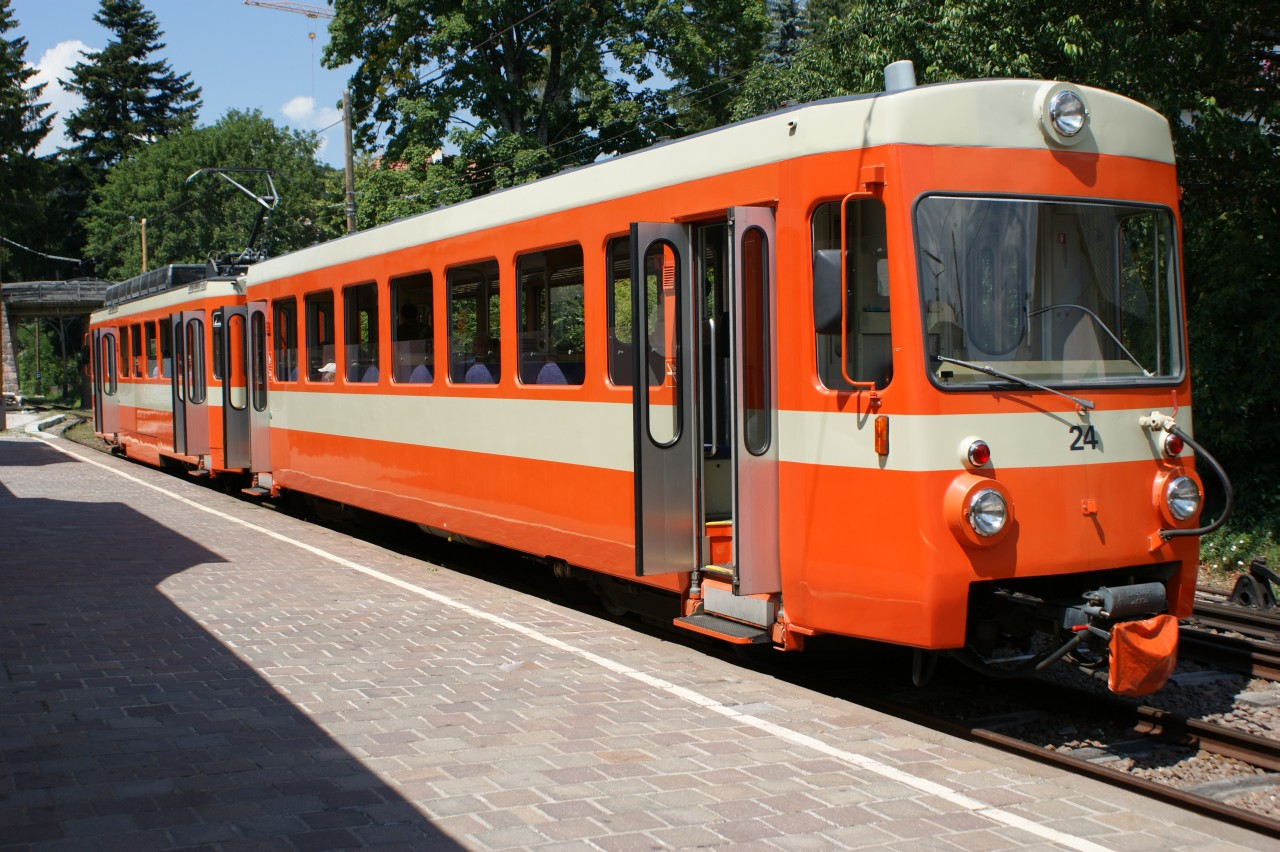
SAD 24 kurz nach der Übernahme in oranger VST-Lackierung
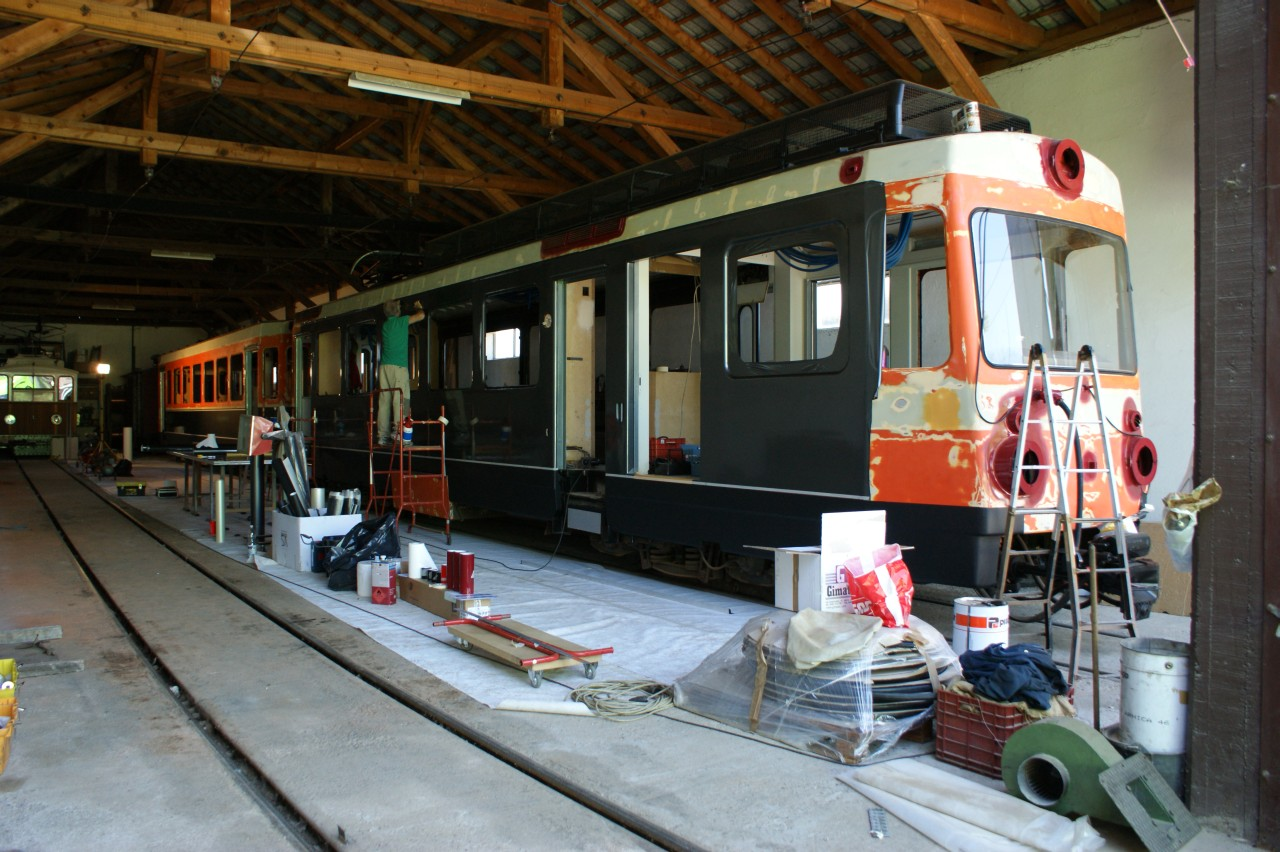
Neulackierung des SAD 21 in der Werkstätte Klobenstein
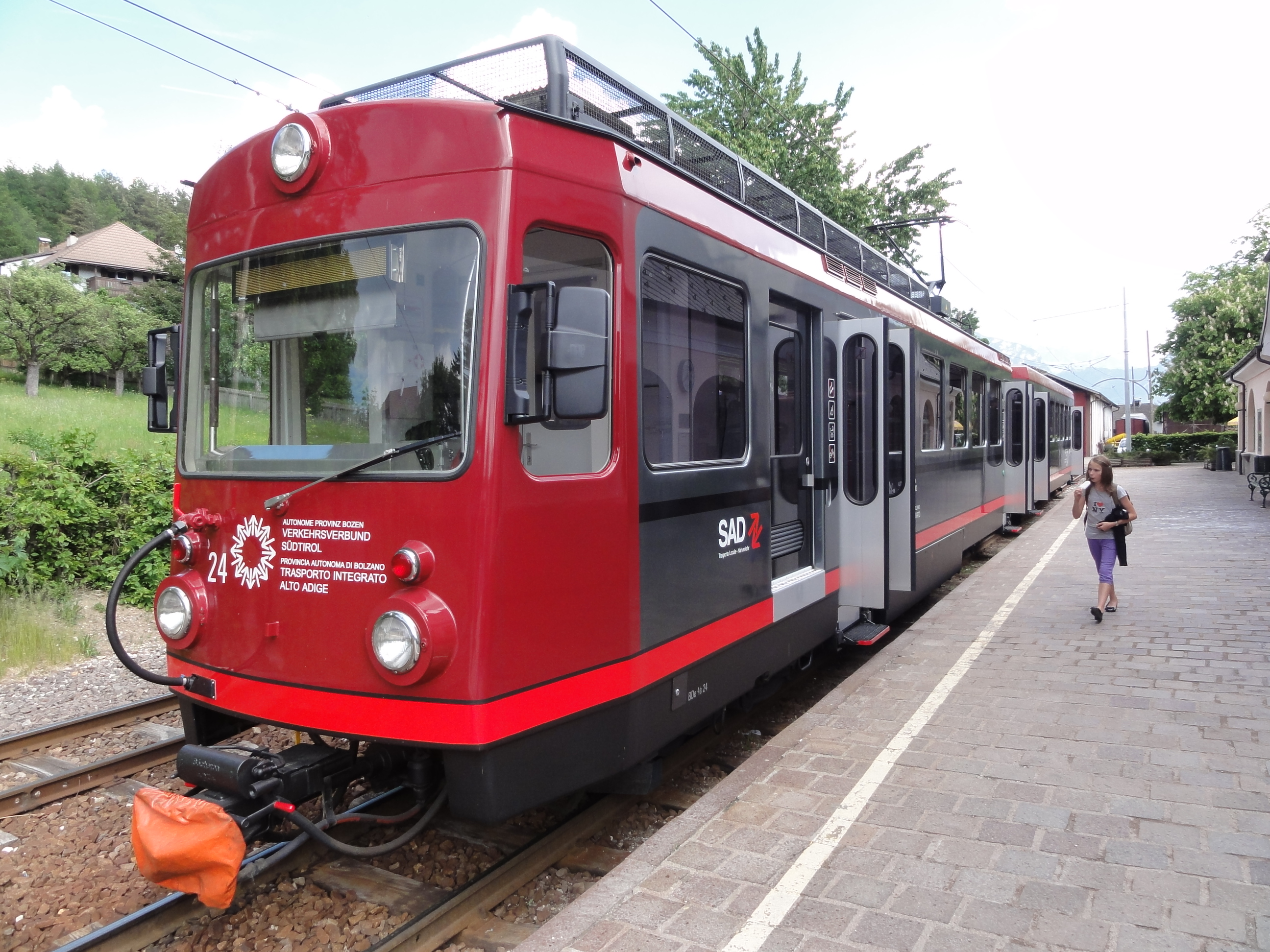
SAD 24 im Anstrich der Rittner Bahn in Klobenstein
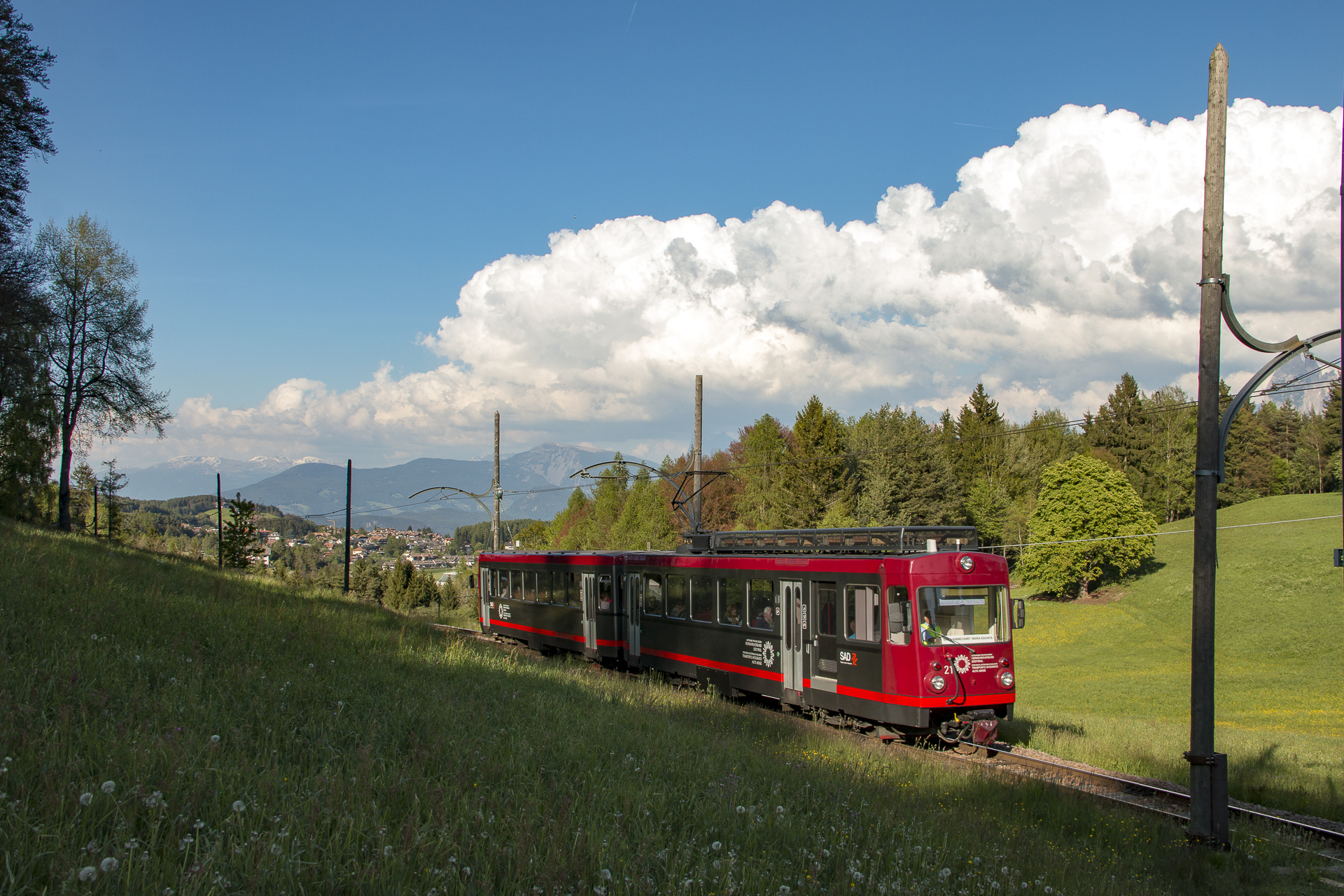
SAD 21 unterwegs bei Rappersbichl
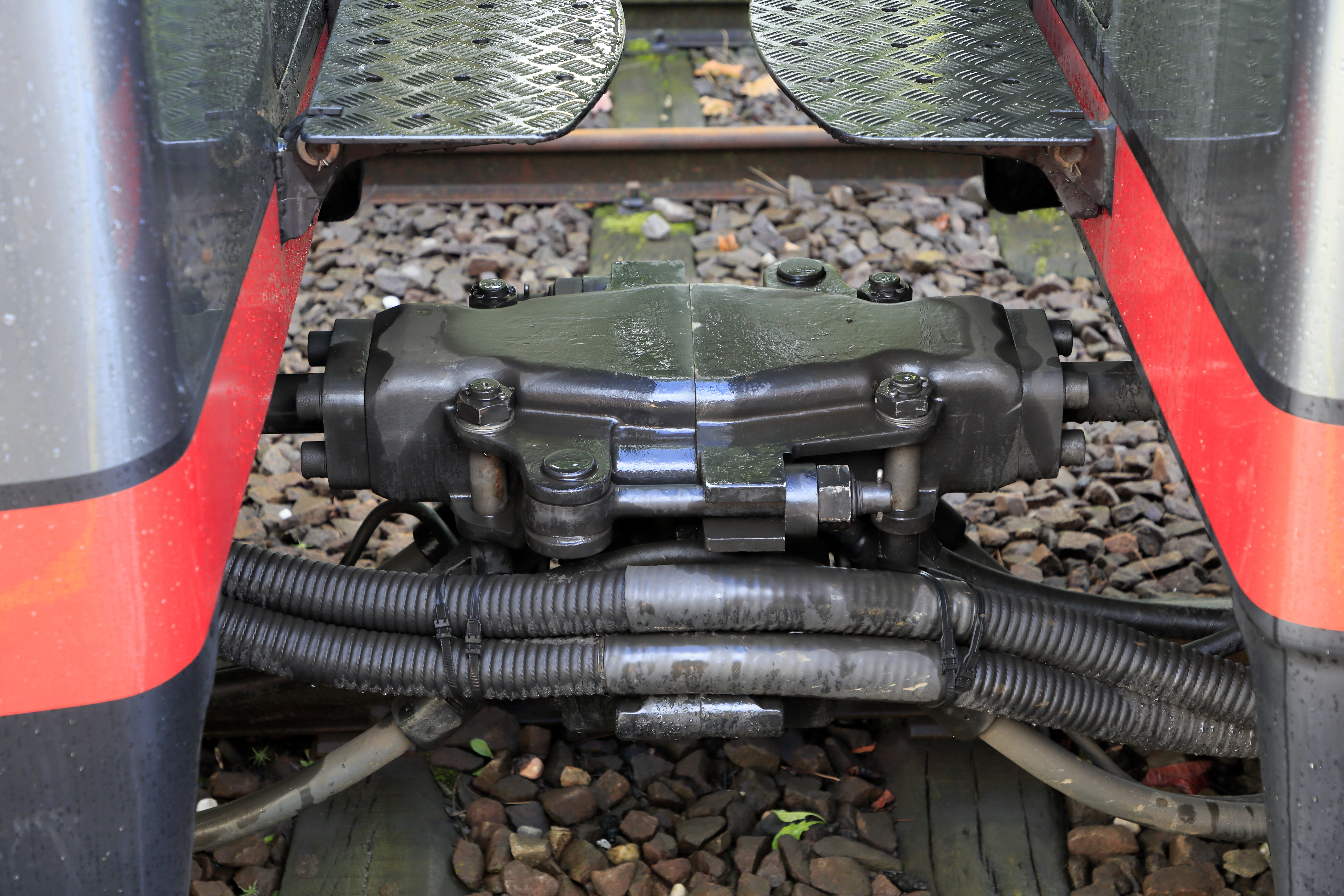
In der Werkstatt trennbare Kupplung zwischen Trieb- und Steuerwagen